# دوره هی‌آن

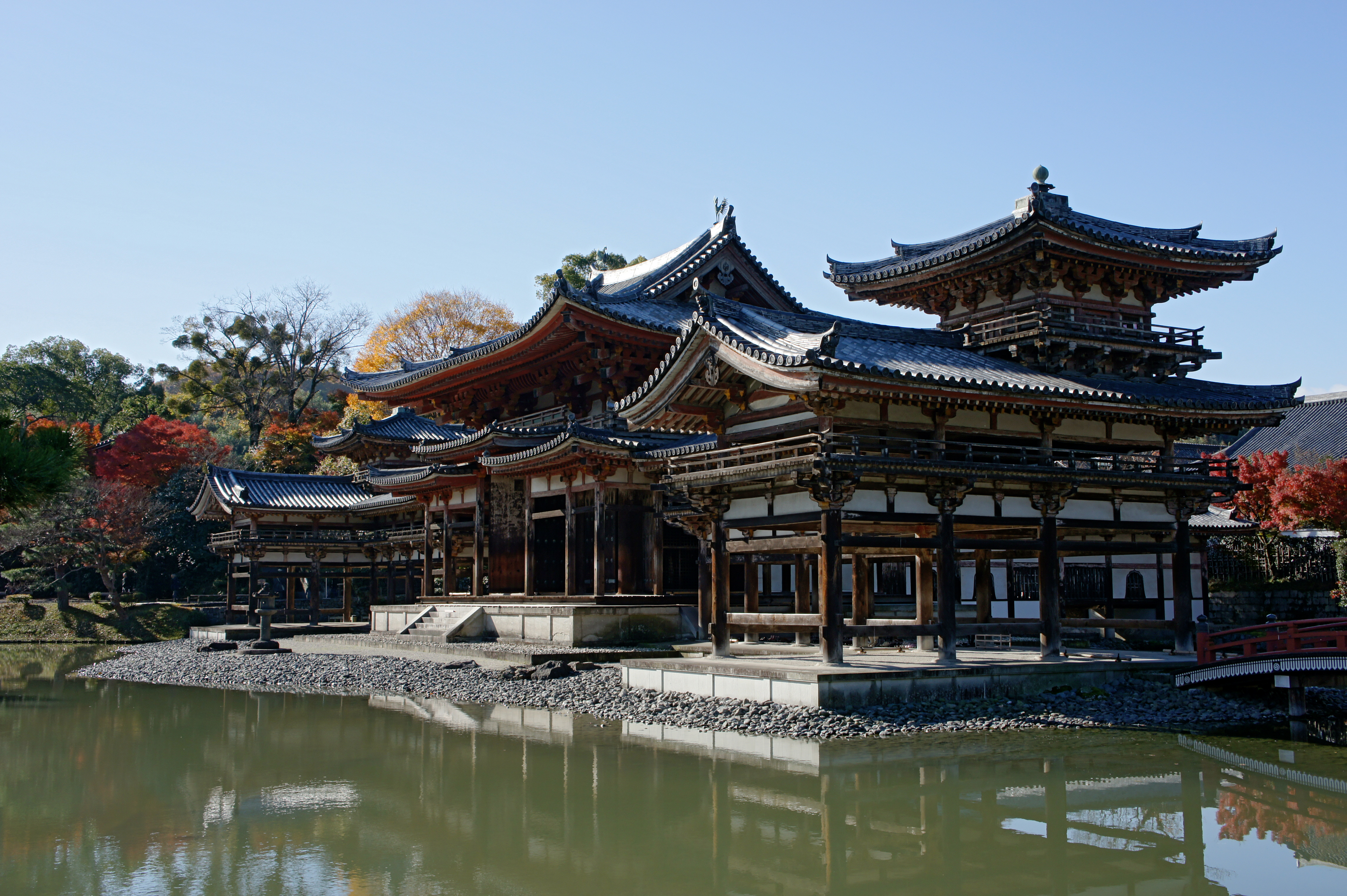
تالار ققنوس در بیودو-این 平等院) Byodoin)، متعلق به قرن یازدهم، دوره هِی‌آن

دوره هِی‌آن (به ژاپنی: 平安時代, Heian jidai) در تاریخ ژاپن فاصله زمانی سال‌های ۷۹۴ تا ۱۱۸۵ میلادی را در بر می‌گیرد.
با دوره هِی‌آن دوران تاریخ باستانی ژاپن به آخر می‌رسد و عصر فئودالی آغاز می‌شود. نام این دوره از پایتخت آن هِی‌آن‌کیو می‌آید که امروز کیوتو نامیده می‌شود. آخرین بخش کلاسیک تاریخ ژاپن است که از ۷۹۴ تا ۱۱۸۵ اجرا می‌شود. امپراتور کانمو، پایتخت ژاپن را به هی‌آن-کیو (مدرن کیوتو) منتقل کرد. (به ژاپنی: 平安، Heian) در زبان ژاپنی به معنای «درخشش آرامش» است. این دوره ای از تاریخ ژاپن است که تأثیر چینی رو به زوال بود و فرهنگ ملی به بلوغ رسید. دوره هیان همچنین به عنوان اوج ژاپنی امپراتور ژاپن در نظر گرفته می‌شود، که به دلیل هنر ژاپنی، به ویژه اشعار ژاپنی و ادبیات ژاپنی آن مورد توجه قرار گرفته است. دو خط هجانگار منحصر به فرد در ژاپن، کاتاکانا و هیراگانا در این زمان ظهور کردند. این موضوع باعث پیدایش ادبیات بومی معروف ژاپن شد که بسیاری از متون آن توسط زنان درباری نوشته شده بود که به زبان چینی مانند مردان خود تحصیل نکرده بودند.
اگرچه دودمان یاماتو در ظاهر قدرت داشت، اما قدرت واقعی در دست خاندان فوجیوارا بود، یک کوگه قدرتمند که با [[امپراتور ژاپن] ازدواج کرده بود. بسیاری از امپراتورها مادرانی از خاندان فوجی‌وارا داشتند. اقتصاد بیشتر از طریق مبادله مبادله ای و تجارت وجود داشت، در حالی که سیستم شوئن امکان انباشت ثروت توسط نخبگان اشرافی را فراهم کرد. با وجود اینکه دوره هیان دوره صلح ملی بود، دولت نتوانست به‌طور مؤثر بر این قلمرو نظارت کند، که منجر به سرقت مکرر از مسافران می‌شد.

## تاریخ
دوره هی‌آن قبل از دوره نارا بود و در سال ۷۹۴ پس از انتقال پایتخت ژاپن به هی‌آن کیو (کیوتوی امروزی)، توسط پنجاهمین امپراتور، امپراتور کانمو آغاز شد. کامو ابتدا سعی کرد پایتخت را به ناگائوکا-کیو منتقل کند، اما یک سری از بلایایی بر شهر افتاد و امپراتور را وادار کرد تا پایتخت را برای بار دوم به هی‌آن منتقل کند. شورش در چین در اواخر قرن نهم رخ داد و وضعیت سیاسی را ناپایدار کرد. هیئت‌های اعزام چینی ژاپنی به تانگ به حالت تعلیق درآمد و هجوم صادرات چین متوقف شد، واقعیتی که رشد مستقل فرهنگ ژاپنی به نام کوکوفو بونکا (به ژاپنی: 国風文化 Kokufu bunka) را تسهیل کرد؛ بنابراین، دوره هی‌آن نقطه اوج در فرهنگ ژاپنی محسوب می‌شود که نسل‌های بعدی همیشه آن را تحسین کرده‌اند. این دوره همچنین برای ظهور طبقه سامورایی که در نهایت قدرت را به دست گرفت و دوره فئودالی ژاپن را آغاز کرد، مورد توجه قرار گرفت.
به‌طور اسمی، حاکمیت در اختیار امپراتور بود، اما در واقع، قدرت در اختیار اشراف خاندان فوجیوارا بود. با این حال، فوجی‌وارا و سایر خاندان‌های نجیب برای حفظ منافع خود در استان‌ها به نگهبان، پلیس و سرباز نیاز داشتند. طبقه جنگجو در طول دوره هی‌آن به دستاوردهای سیاسی ثابتی دست یافت. در اوایل سال ۹۳۹ پس از میلاد، تایرا نو ماساکادو اقتدار دولت مرکزی را تهدید کرد و قیامی را در استان شرقی ولایت هیتاچی، و تقریباً همزمان، فوجیوارا نو سومیتومو در غرب شورش کرد. با این حال، تسلط نظامی واقعی دولت ژاپن قرن‌ها دورتر بود، زمانی که بیشتر قدرت دولت در ارتش خصوصی شوگونات نهفته بود.
ورود طبقه جنگجو به نفوذ دربار نتیجه شورش هوگن بود. در این زمان تایرا نو کیوموری شیوه‌های فوجی‌وارا را با قرار دادن نوه‌اش بر تاج و تخت احیا کرد تا توسط نایب‌نشینی بر ژاپن حکومت کند. خاندان آنها، خاندان خاندان تا پس از جنگ گنپی که آغاز شوگون‌سالاری کاماکورا بود، سرنگون نمی‌شد. دوره کاماکورا در سال ۱۱۸۵ آغاز شد، زمانی که میناموتو نو یوریتومو قدرت را از امپراتورها گرفت و شوگونات را در کاماکورا تأسیس کرد.

## خاندان فوجی‌وارا
خاندان فوجی‌وارا برای چندین قرن از طریق ازدواج با اعضای خاندان امپراتور و با تصرف مقام‌های مهم سیاسی، صحنه سیاسی کشور را اداره می‌کرد. حق حاکمیت در ظاهر متعلق به امپراتور بود ولی این خاندان فوجی‌وارا بودند که در عمل اقتدار سیاسی کشور را در دست داشتند. آن‌ها برای تثبیت قدرت خود ناچار بودند که طبقات نظامی را تقویت کنند و این چنین بود که آرام آرام نظامی‌ها به دربار راه یافتند و طبقه سامورایی ظهور کرد. به تدریج توان خاندان فوجی‌وارا رو به افول گذاشت و آشفتگی‌هایی در نظام سیاسی کشور پدیدار شد. بسیاری از زمین‌داران برای حفاظت از اموال خود شروع به استخدام سامورایی‌ها کردند و این گونه بود که طبقه نظامی، به ویژه در شرق ژاپن، به نفوذ و اقتداری روزافزون دست یافت.

### حکمرانی فوجیوارا

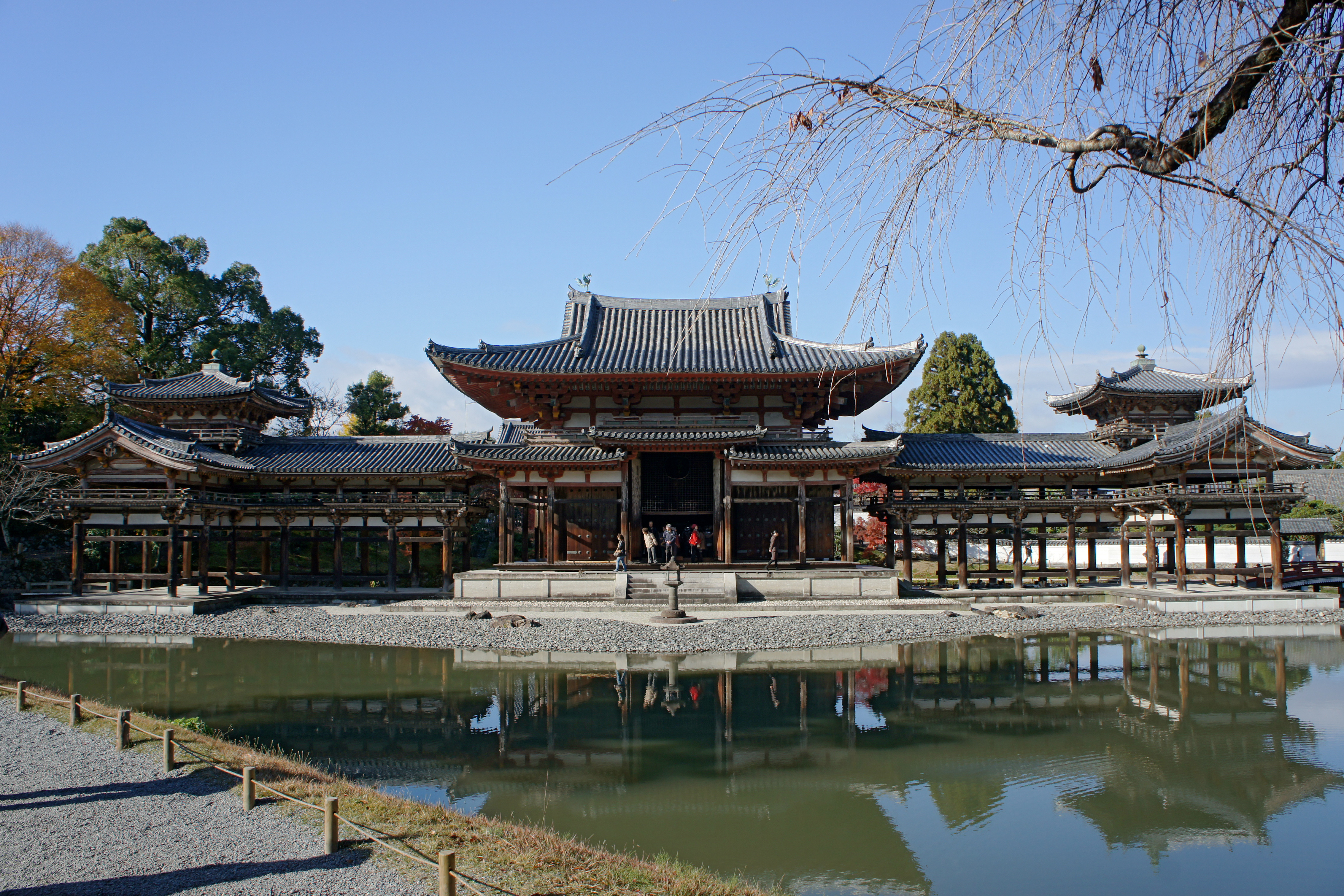
بیودو-این ("تالار ققنوس")، ساخته شده در قرن یازدهم (اوجی، کیوتو، کیوتو

هنگامی که امپراتور کامو پایتخت را به هی‌آن-کیو (کیوتو)، که پایتخت امپراتوری برای ۱۰۰۰ سال آینده باقی ماند، منتقل کرد، او این کار را نه تنها برای تقویت اقتدار امپراتوری بلکه برای بهبود مقر حکومت خود از نظر ژئوپلیتیکی انجام داد. نارا تنها پس از ۷۰ سال تا حدی به دلیل برتری دوکیو و نفوذ سکولار نهادهای بودایی در آنجا رها شد. کیوتو دسترسی رودخانه خوبی به دریا داشت و از طریق راه‌های زمینی از استان‌های شرقی می‌توان به آن دسترسی داشت. دوره اولیه هی‌آن (۷۸۴–۹۶۷) فرهنگ نارا را ادامه داد. پایتخت هی‌آن بر روی چین دودمان تانگ سرمایه در چانگ‌آن الگو بود، همان‌طور که نارا بود، اما در مقیاس بزرگتر از نارا. کامو تلاش کرد تا سیستم اداری به سبک تانگ را که در حال استفاده بود، بهبود بخشد. معروف به قانون «ریتسوریو»، این سیستم تلاش کرد تا سیستم حقوقی تانگ در ژاپن را با وجود «تفاوت‌های فوق‌العاده در سطوح توسعه بین دو کشور» بازسازی کند.<ref. > هرست 2007 ص. 35.</ref> علیرغم افول اصلاحات تایکا-قانون تایهو، دولت امپراتوری در اوایل دوره هی‌آن قوی بود. اجتناب کامو از اصلاحات شدید، شدت مبارزات سیاسی را کاهش داد و او به عنوان یکی از قدرتمندترین امپراتوران ژاپن شناخته شد.
اگرچه کامو در سال ۷۹۲ سربازی اجباری جهانی را رها کرده بود، اما همچنان حملات نظامی بزرگی را برای مطیع کردن امیشی، فرزندان احتمالی آواره دوره جومون که در شمال و شرق ژاپن زندگی می‌کردند، انجام داد. پس از دستیابی به دستاوردهای موقت در سال ۷۹۴، در سال ۷۹۷، کامو یک فرمانده جدید، ساکانواوئه نو تامورامارو، تحت عنوان «سعی تایشوگون» («ژنرالسیمو رام بربرها») منصوب کرد. در سال ۸۰۱، «شوگون» قوم امیشی را شکست داد و قلمرو امپراتوری را تا انتهای شرقی هونشو گسترش داد. با این حال، کنترل امپراتوری بر استان‌ها در بهترین حالت ضعیف بود. در قرن‌های نهم و دهم، اقتدار زیادی به خاندان‌های بزرگ از دست رفت، خاندان‌هایی که به سبک چینی زمین و سیستم‌های مالیاتی که توسط دولت در کیوتو تحمیل شده بود، بی‌اعتنا بودند. ثبات به ژاپن رسید، اما، اگرچه جانشینی برای خاندان امپراتوری از طریق وراثت تضمین شد، قدرت دوباره در دستان یک خاندان اشرافی، فوجی‌وارا، متمرکز شد.
پس از مرگ کامو در سال ۸۰۶ و جنگ جانشینی بین پسرانش، دو دفتر جدید در تلاش برای تعدیل ساختار اداری اصلاحات تایکا–قانون تایهو تأسیس شد. از طریق دفتر خصوصی امپراتور جدید، امپراتور می‌توانست احکام اداری را مستقیم‌تر و با اطمینان بیشتری نسبت به قبل صادر کند. هیئت جدید پلیس متروپولیتن جایگزین واحدهای گارد امپراتوری عمدتاً تشریفاتی شد. در حالی که این دو دفتر موقعیت امپراتور را به‌طور موقت تقویت کردند، به زودی آنها و سایر سازه‌های سبک چینی در ایالت در حال توسعه دور زده شدند. در سال ۸۳۸، پایان مأموریت‌های تحت تحریم امپراتوری به چین، که در سال ۶۳۰ آغاز شده بود، پایان مؤثر نفوذ چین بود. تانگ چین در حال انحطاط بود و بوداییان چینی به شدت مورد آزار و اذیت قرار گرفتند و احترام ژاپن به نهادهای چینی را تضعیف کرد. ژاپن شروع به چرخش به سمت داخل کشور خود کرد.
از آنجایی که خاندان سوگا در قرن ششم کنترل تاج و تخت را به دست گرفته بود، فوجیوارا در قرن نهم با دودمان یاماتو ازدواج کردند و یکی از اعضای آنها اولین رئیس دفتر خصوصی امپراتور بود. . یکی دیگر از فوجی‌وارا، کانپاکو و سشو برای نوه‌اش نایب‌السلطنه شد، سپس یک امپراتور کوچک و یک امپراتور دیگر کانپاکو و سشو منصوب شد. در اواخر قرن نهم، چندین امپراتور سعی کردند فوجیوارا را بررسی کنند، اما شکست خوردند. با این حال، برای مدتی، در طول سلطنت امپراتور دایگو (۸۹۷–۹۳۰)، سلطنت فوجی‌وارا به دلیل حکومت مستقیم او به حالت تعلیق درآمد.
با این وجود، فوجی‌وارا توسط دایگو تنزل ندادند، بلکه در طول سلطنت او قوی‌تر شدند. کنترل مرکزی ژاپن همچنان رو به زوال بود و فوجی‌وارا، همراه با دیگر خاندان‌های بزرگ و بنیادهای مذهبی، «شوئن» بزرگ‌تر و ثروت بیشتری در اوایل قرن دهم به دست آوردند. در اوایل دوره هی‌آن، «شوئن» به جایگاه قانونی دست یافته بود، و مؤسسات مذهبی بزرگ به دنبال عناوین روشن در جاودانگی، چشم پوشی از مالیات، و مصونیت از بازرسی دولتی از «شوئن» هایی بودند که داشتند. افرادی که روی زمین کار می‌کردند، انتقال مالکیت به دارندگان «شوئن» در ازای سهمی از برداشت، سودمند بود. مردم و زمین‌ها به‌طور فزاینده‌ای خارج از کنترل مرکزی و مالیات بودند، بازگشتی «دفاکتو» به شرایط قبل از اصلاحات تایکا.

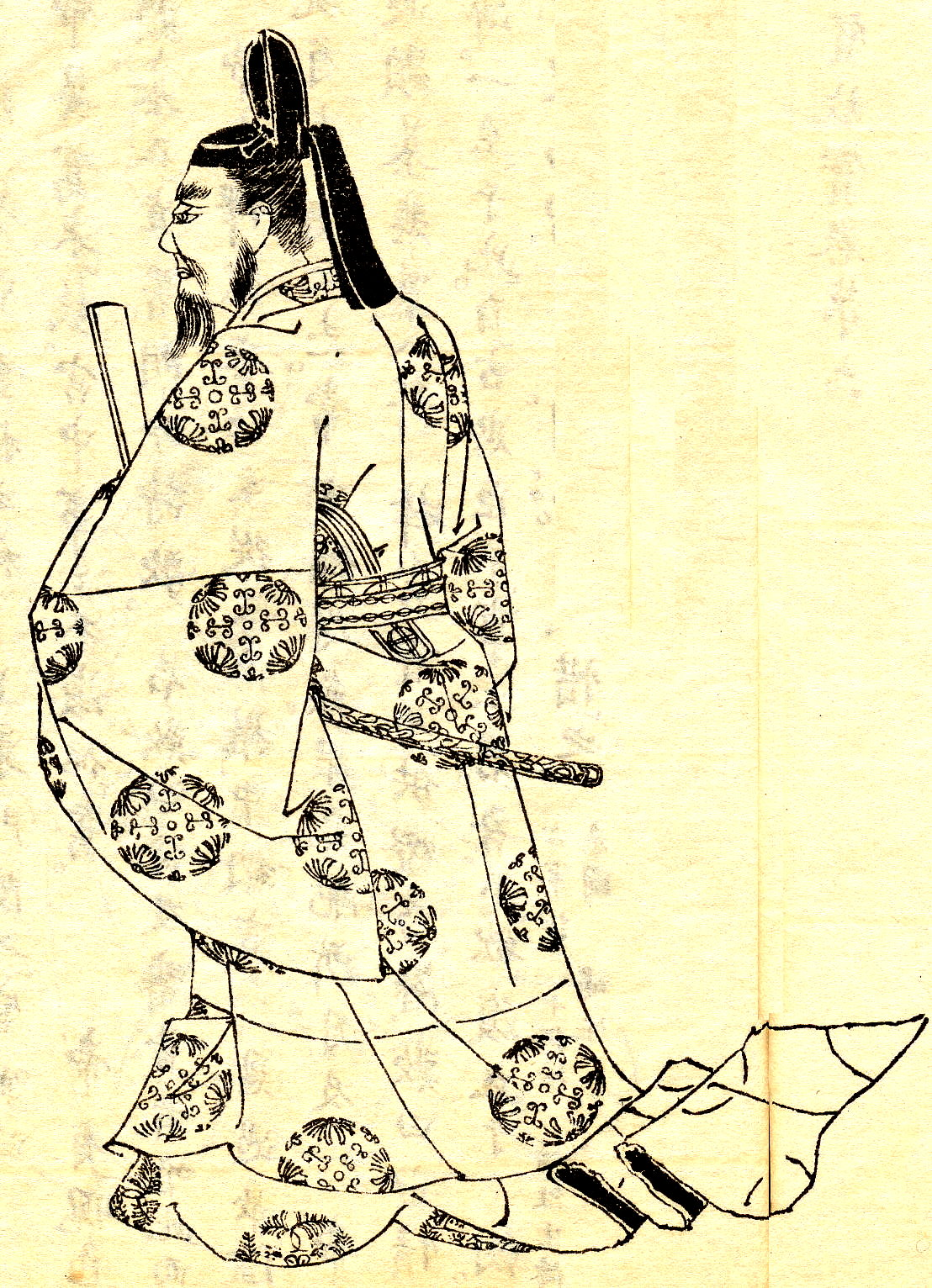
طراحی فوجیورا نو میچیناگا، توسط کیکوچی یوسای

طی چند دهه پس از مرگ دایگو، فوجیوارا کنترل مطلق بر دربار داشت. در سال ۱۰۰۰، فوجیورا نو میچیناگا توانست امپراطوران را به میل خود از تخت سلطنت و خلع کند. اختیارات کمی برای موسسات سنتی باقی مانده بود و امور دولتی از طریق اداره خصوصی قبیله فوجیوارا انجام می‌شد. فوجیوارا به چیزی تبدیل شده بود که مورخ جورج بی. سانسوم آن را «دیکتاتورهای موروثی» می‌نامد.
علیرغم غصب آنها از اقتدار امپراتوری، فوجیوارا در دوره ای از شکوفایی فرهنگی و هنری در دربار امپراتوری و در میان اشراف رهبری کرد. علاقه زیادی به شعرهای زیبا و ادبیات عامیانه وجود داشت. دو نوع خط ژاپنی آوایی: کاتاکانا، خط ساده‌شده‌ای که با استفاده از بخش‌هایی از حروف چینی ایجاد شد، به اختصار هیراگانا، یک هجای شکسته با روش نوشتاری متمایز که منحصراً ژاپنی بود، مخفف شد. هیراگانا بیانی نوشتاری به کلام گفتاری و همراه با آن به ظهور ادبیات بومی معروف ژاپن داد که بیشتر آن توسط زنان درباری نوشته شده بود که مانند همتایان مرد خود به زبان چینی آموزش ندیده بودند. سه زن اواخر قرن دهم و اوایل قرن یازدهم دیدگاه‌های خود را دربارهٔ زندگی و عشق در دربار هی‌آن در «Kagerō Nikki» توسط «مادر مادر فوجیوارا نو میچیتسونا» ارائه کردند، کتاب بالش توسط سی شوناگون و داستان گنجی توسط موراساکی شیکیبو. هنر بومی نیز پس از قرن‌ها تقلید از اشکال چینی در دوره فوجیوارا شکوفا شد. نقاشی‌های با رنگ‌های زنده یاماتو-ئه، نقاشی‌های سبک ژاپنی از زندگی درباری و داستان‌هایی دربارهٔ معابد و زیارتگاه‌ها در اواسط تا اواخر دوره هی‌آن رایج شد و الگوهایی را برای هنر ژاپنی تا به امروز رقم زد.
همان‌طور که فرهنگ شکوفا شد، تمرکززدایی نیز رشد کرد. در حالی که مرحله اول توسعه «شوئن» در اوایل دوره هی‌آن شاهد گشایش زمین‌های جدید و اعطای استفاده از زمین‌ها به اشراف و مؤسسات مذهبی بود، مرحله دوم شاهد رشد «حکومت‌های خانگی» بود. همان‌طور که در سیستم قبیله ای قدیمی. در واقع، شکل سیستم خاندان‌ای قدیمی تا حد زیادی در داخل دولت مرکزی بزرگ قدیمی دست نخورده باقی مانده بود. اکنون در مواجهه با تغییرات اجتماعی، اقتصادی و سیاسی به نهادهای جدیدی نیاز بود. قانون تایهو از بین رفت، مؤسسات آن به وظایف تشریفاتی تنزل یافتند. اداره خاندان اکنون به نهادهای عمومی تبدیل شده است. فوجیوارا به عنوان قدرتمندترین خاندان، ژاپن را اداره می‌کرد و امور عمومی کشور، مانند جانشینی تاج و تخت را تعیین می‌کرد. خاندان و امور دولتی کاملاً در هم آمیخته بودند، الگویی که در میان سایر خاندان‌ها، صومعه‌ها و حتی خاندان امپراتوری دنبال می‌شد. مدیریت زمین به شغل اصلی اشراف تبدیل شد، نه به این دلیل که کنترل مستقیم توسط خاندان امپراتوری یا دولت مرکزی کاهش یافته بود، بلکه بیشتر به دلیل همبستگی خاندان قوی و فقدان احساس ژاپن به عنوان یک ملت واحد بود.

### ظهور طبقه نظامی
در دربارهای اولیه، زمانی که ارتش به صورت مرکزی کنترل می‌شد، امور نظامی از دست اشراف استان خارج شده بود. اما با فروپاشی سیستم پس از ۷۹۲، صاحبان قدرت محلی دوباره به منبع اصلی قدرت نظامی تبدیل شدند. استقرار مجدد یک سیستم نظامی کارآمد به تدریج از طریق فرایند آزمون و خطا انجام شد. در آن زمان دربار امپراتوری ارتشی نداشت، بلکه متکی به سازمانی از جنگجویان حرفه‌ای بود که عمدتاً از اوریوشی‌ها تشکیل می‌شد که به یک استان منصوب می‌شدند و تسویبوشی‌ها که در مدارهای امپراتوری یا برای وظایف خاص منصوب می‌شدند. این باعث پیدایش کلاس نظامی ژاپن شد. با این وجود، قدرت نهایی در اختیار دربار امپراتوری بود.
دارندگان «شوئن» به نیروی انسانی دسترسی داشتند و با دستیابی به فناوری نظامی پیشرفته (مانند روش‌های آموزشی جدید، کمان‌های قوی‌تر، زره‌ها، اسب‌ها و شمشیرهای برتر) و با بدتر شدن شرایط محلی در قرن نهم، خدمت سربازی تبدیل شد. بخشی از زندگی «شوئن». نه تنها «شوئن»، بلکه نهادهای مدنی و مذهبی نیز برای محافظت از خود واحدهای نگهبان خصوصی تشکیل دادند. به تدریج طبقه بالای استان به نخبگان نظامی جدید سامورایی تبدیل شد. علائق بوشی متنوع بود و ساختارهای قدیمی قدرت را برای تشکیل انجمن‌های جدید در قرن دهم قطع کرد. علایق متقابل، ارتباطات خانوادگی و خویشاوندی در گروه‌های نظامی که بخشی از اداره خاندان شدند، تثبیت شد. با گذشت زمان، خاندان‌های بزرگ نظامی منطقه‌ای پیرامون اعضای اشراف دربار که به چهره‌های برجسته استانی تبدیل شده بودند، تشکیل شدند. این خاندان‌های نظامی از ارتباط با دربار شاهنشاهی و اعطای عناوین نظامی و دسترسی به نیروی انسانی توسط دربار، اعتبار کسب کردند. خاندان فوجیوارا، خاندان تایرا و خاندان میناموتو از برجسته‌ترین خاندان‌هایی بودند که توسط طبقه جدید نظامی حمایت می‌شدند.
کاهش تولید غذا، رشد جمعیت و رقابت برای منابع در میان خاندان‌های بزرگ، همگی به کاهش تدریجی قدرت فوجی‌وارا منجر شد و در اواسط قرن دهم و یازدهم باعث بروز ناآرامی‌های نظامی شد. اعضای خاندان‌های فوجیوارا، تایرا، و خاندان میناموتو - که همگی از خاندان امپراتوری بودند - به یکدیگر حمله کردند، ادعا کردند که بر بخش‌های وسیعی از سرزمین‌های فتح شده کنترل دارند، رژیم‌های رقیب ایجاد کردند و به‌طور کلی صلح را برهم زدند.
فوجی‌وارا تا زمان سلطنت امپراتور گو-سانجو (۱۰۶۸–۱۰۷۳)، اولین امپراتوری که از یک مادر فوجی‌وارا از قرن نهم به دنیا نیامد، تاج و تخت را تحت کنترل داشت. گو-سانجو که مصمم بود کنترل امپراتوری را از طریق حاکمیت شخصی قوی بازگرداند، اصلاحاتی را برای مهار نفوذ فوجی‌وارا اجرا کرد. او همچنین دفتری را برای گردآوری و اعتبارسنجی سوابق املاک با هدف تأیید مجدد کنترل مرکزی تأسیس کرد. بسیاری از «شوئن‌ها» به درستی گواهینامه نداشتند و زمین‌داران بزرگ، مانند فوجی‌وارا، با از دست دادن زمین‌های خود احساس خطر می‌کردند. گو-سانجو همچنین (امپراتور صومعه‌ای)، که توسط سلسله‌ای از امپراتورانی که از سلطنت کناره‌گیری کردند تا خود را به حکومت پشت پرده اختصاص دهند، یا اینسی سیستم قدرت پس از بازنشستگی را اتخاذ کردند.
«این-نو-چو» خلاء ناشی از افول قدرت فوجیوارا را پر کرد. فوجی‌وارا به جای تبعید، اکثراً در سمت‌های قدیمی خود یعنی دیکتاتور مدنی و وزیر مرکز حفظ شدند و در تصمیم‌گیری دور زده شدند. با گذشت زمان، بسیاری از فوجی‌وارا، عمدتاً توسط اعضای خاندان میناموتو جایگزین شدند. در حالی که فوجی‌وارا بین خود دچار اختلافات شد و جناح‌های شمالی و جنوبی را تشکیل دادند، سیستم «اینسی» به خاندان امپراتوری اجازه داد تا بر تاج و تخت نفوذ کند. دوره ۱۰۸۶ تا ۱۱۵۶ عصر برتری «این-نو-چو» و ظهور طبقه نظامی در سراسر کشور بود. قدرت نظامی به جای اقتدار مدنی بر دولت تسلط داشت.
مبارزه برای جانشینی در اواسط قرن دوازدهم به فوجیوارا فرصتی داد تا قدرت سابق خود را بازیابند. فوجیوارا نو یوریناگا در یک نبرد خشونت‌آمیز در سال ۱۱۵۶ علیه وارث ظاهری، که توسط تایرا و میناموتو (شورش هوگن) حمایت می‌شد، با امپراتور بازنشسته طرف شد. در پایان، فوجی‌وارا نابود شد، سیستم قدیمی حکومت جایگزین شد، و سیستم «اینسه‌ای» ناتوان ماند، زیرا بوشی کنترل امور دربار را در دست گرفت و نقطه عطفی در تاریخ ژاپن به‌شمار می‌رود. در سال ۱۱۵۹، تایرا و میناموتو با هم درگیر شدند (شورش هیجی)، و یک دوره ۲۰ ساله برتری تایرا آغاز شد.
تایرا نو کیوموری به‌عنوان قدرت واقعی در ژاپن پس از نابودی فوجی‌وارا ظاهر شد و تا ۲۰ سال آینده در فرماندهی باقی ماند. او دخترش تایرا نو توکوکو را با جوان امپراتور تاکاکورا ازدواج کرد، که تنها در ۱۹ سالگی درگذشت و پسر شیرخوارشان امپراتور آنتوکو را برای جانشینی تاج و تخت رها کرد. کیوموری کمتر از ۵۰ پست دولتی را با بستگان خود پر کرد، دریای داخلی را بازسازی کرد و تجارت با سانگ چین را تشویق کرد. او همچنین اقدامات تهاجمی را برای حفظ قدرت خود در مواقع لزوم انجام داد، از جمله حذف و تبعید ۴۵ مقام دربار و ویران کردن دو معبد دردسرساز، تودای جی و کوفوکو جی.
تایرا فریفته زندگی درباری شد و مشکلات استان‌ها را نادیده گرفتند، جایی که خاندان میناموتو در حال بازسازی قدرت خود بودند. در سال ۱۱۸۳، دو سال پس از مرگ کیوموری، یوریتومو میناموتو برادرانش یوشیتسونه و نوریوری را برای حمله به کیوتو اعزام کرد. تایرا شکست خورده و مجبور به فرار شدند و ملکه دواگر سعی کرد خود و امپراتور ۶ ساله را غرق کند. او کشته شد، اما مادرش زنده ماند. پسر دیگر تاکاکورا به عنوان امپراتور امپراتور گو-توبا موفق شد.
با استقرار قوی یوریتومو، سیستم «باکوفو» که هفت قرن بعد بر ژاپن حاکم بود، برقرار بود. او فرمانداران نظامی یا «شوگو» را برای فرمانروایی بر استان‌ها و مباشران یا «جیتو» را برای نظارت بر املاک عمومی و خصوصی منصوب کرد. یوریتومو سپس توجه خود را به حذف خاندان قدرتمند فوجیوارا معطوف کرد که به برادر شورشی او یوشیتسون پناه داده بودند. سه سال بعد، او به عنوان «شوگون» در کیوتو منصوب شد. یک سال قبل از مرگش در سال ۱۱۹۹، یوریتومو امپراتور نوجوان گو-توبا را از تاج و تخت اخراج کرد. دو تن از پسران گو-توبا جانشین او شدند، اما جانشینان یوریتومو از شوگونات نیز آنها را برکنار کردند.

## فرهنگ

### دگرگونی در بودیسم

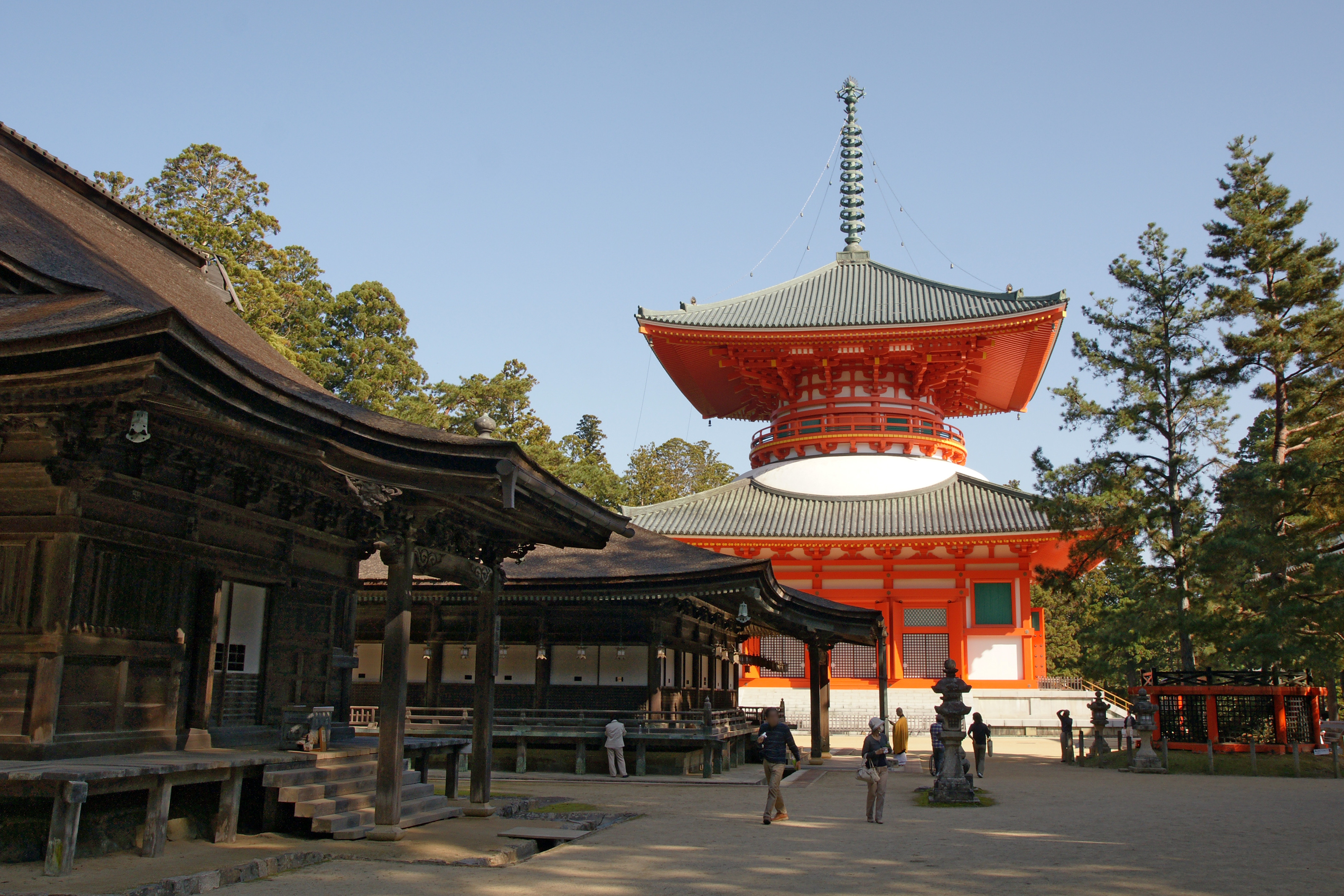
Danjō-garan در کوه کویا، مرکز مقدس شینگون بودیسم

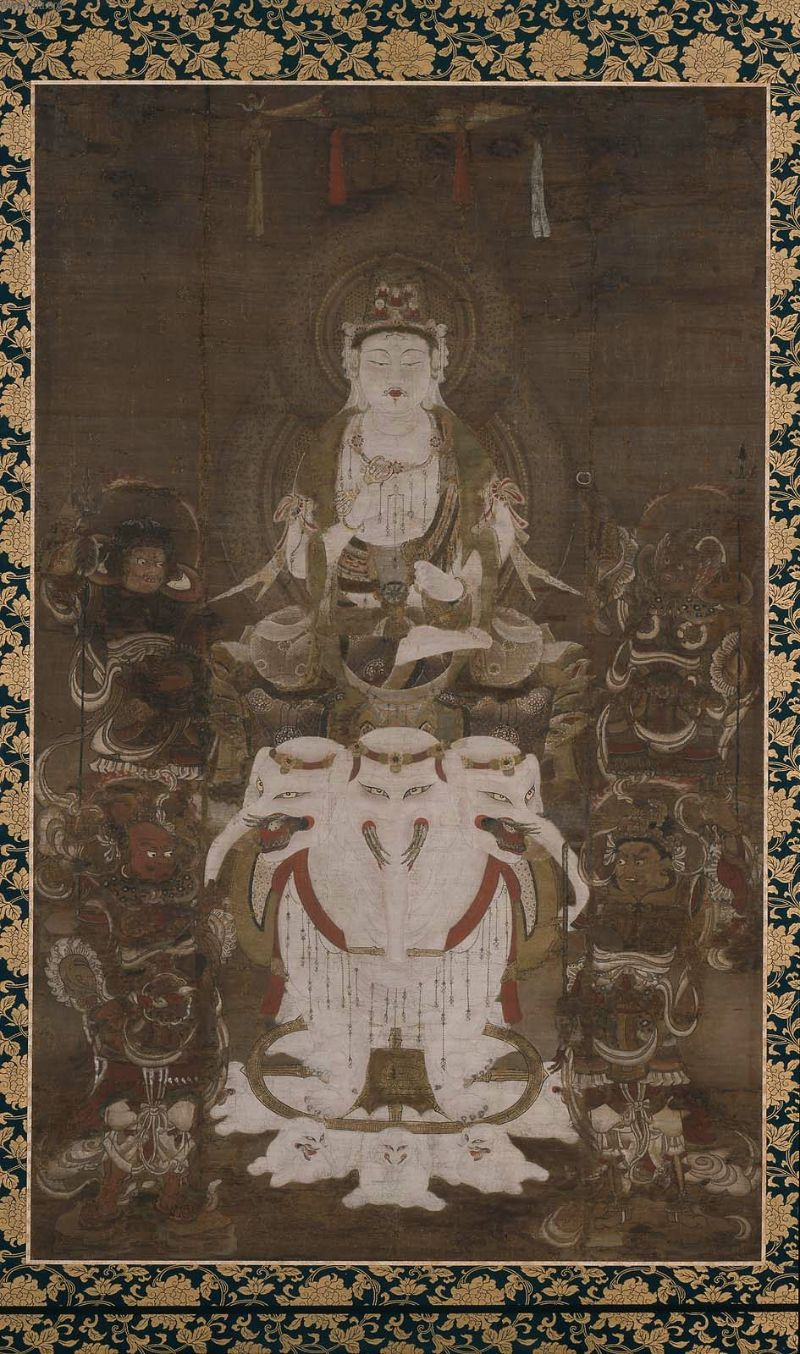
نقاشی از بوداسف فوگن انمی (سامانتا بادرا (بودیساتوا)). جوهر روی ابریشم، قرن دوازدهم

مجسمه کوموکوتن (Virupaksa)، پادشاه آسمانی غرب، قرن دوازدهم

دوره هی‌آن شاهد ظهور دو فرقه بودایی، تندای و شینگون بود.
Tendai نسخه ژاپنی مکتب تیانتای از چین است که بر اساس سوره نیلوفر، یکی از مهم‌ترین سوتراها در مهایانه بودیسم است. توسط راهب سایچو به ژاپن آورده شد. یکی از عناصر مهم دکترین تندای این پیشنهاد بود که روشنگری برای «هر موجودی» قابل دسترسی است. Saichō همچنین به دنبال انتصاب مستقل برای راهبان Tendai بود. رابطه نزدیکی بین مجموعه صومعه تندای در کوه هیئی و دربار امپراتوری در پایتخت جدید آن در پای کوه ایجاد شد. در نتیجه، تندای بر احترام زیاد به امپراتور و ملت تأکید کرد. امپراتور کانمو خود یکی از حامیان برجسته فرقهٔ ماورایی Tendai بود که در طول قرون بعدی به قدرت زیادی رسید.
شینگون نسخه ژاپنی مکتب ژنین از چین است که بر اساس وجره‌یانه بودیسم است. توسط راهب کوکای به ژاپن آورده شد. بودیسم شینگون بر استفاده از نمادها، تشریفات، طلسمات و ماندالا تأکید می‌کند که به آن جذابیت وسیعی بخشید. کوکای امپراتوران جانشین امپراتور کامو و همچنین نسل‌های ژاپنی را نه تنها با تقدس خود بلکه با شعر، خطاطی، نقاشی و مجسمه‌سازی خود بسیار تحت تأثیر قرار داد. هم کوکای و هم سایچو هدفشان برقراری ارتباط دولت و مذهب و ایجاد حمایت از اشراف بود که منجر به مفهوم «بودیسم اشرافی» شد.

### ادبیات
اگرچه زبان چینی (کانبون) نوشته شده زبان رسمی دربار امپراتوری دوره هی‌آن باقی ماند، معرفی و استفاده گسترده از کانا در ادبیات ژاپنی رونق یافت. علیرغم تأسیس چندین گونه ادبی جدید مانند رمان و روایی «مونوگاتاری (داستان)» (物語) و مقاله‌ها، سواد تنها در میان دربار و بودیسم روحانیون رایج بود.
شعر، به ویژه، جزء اصلی زندگی درباری بود. از نجیب‌زادگان و بانوان منتظر انتظار می‌رفت که به عنوان نشانه ای از جایگاه خود، در هنر شعر سرایی به خوبی تبحر داشته باشند. هر مناسبتی می‌تواند به نوشتن یک آیه نیاز داشته باشد، از تولد یک کودک تا تاج گذاری یک امپراتور، یا حتی یک صحنه زیبا از طبیعت. شعری که به خوبی سروده شده باشد می‌تواند به راحتی شهرت فرد را ایجاد کند یا آن را از بین ببرد، و اغلب بخش مهمی از تعامل اجتماعی است. استفاده می‌شود. ژاپنی‌های این دوره معتقد بودند که دست خط می‌تواند وضعیت روح یک فرد را منعکس کند: بنابراین، نوشتن ضعیف یا عجولانه می‌تواند نشانه ای از پرورش ضعیف در نظر گرفته شود. چه فیلمنامه چینی باشد و چه ژاپنی، نوشتن خوب و مهارت هنری برای شهرت اجتماعی در شعر بسیار مهم بود. سی شوناگون در «کتاب بالش» خود ذکر می‌کند که وقتی یکی از درباریان می‌خواست از او در مورد چگونگی نوشتن شعر به فوجیورا نو تیشی مشاوره بخواهد، مجبور شد مؤدبانه او را سرزنش کند. او به این دلیل که نوشته‌هایش بسیار ضعیف بود.
اشعار سرود ملی ژاپن مدرن، «سرود ملی ژاپن» در دوره هی‌آن نوشته شده است، همان‌طور که «داستان گنجی» توسط موراساکی شیکیبو نوشته شده است. برای دربار هی‌آن بسیار مهم است و یکی از اولین آثار رمان نوشته شده است. مشاهدات و تفکرات آشکار موراساکی شیکیبو، سی شوناگون، معاصر و رقیب او به عنوان خدمتکار دربار امپراتور، به‌طور جمعی به عنوان «کتاب بالش» در دهه ۹۹۰ ثبت شد، که سبک زندگی روزمره سرمایه را آشکار کرد. دوره هی‌آن شکوفایی شعر از جمله آثار آریوارا نو ناریهیرا، اونو نو کوماچی، ایزومی شیکیبو، موراساکی شیکیبو، سایگیو و [فوجیورا نو تیکا]]. شعر معروف ژاپنی معروف به ایروها (いろは)، با تألیف نامشخص، نیز در دوره هی‌آن سروده شد.

### زیبایی
در دوره هی‌آن، زیبایی بخش مهمی از چیزی بود که فرد را به یک فرد «خوب» تبدیل می‌کرد. در اصطلاح زیبایی، مردان و زنان اشرافی صورت خود را پودر می‌کردند و دندان‌های خود را سیاه می‌کردند که دومی «ohaguro» نامیده می‌شد. آرمان درباری مردانه شامل سبیل و لاغر ریش بزی بود، در حالی که دهان زنان کوچک و قرمز رنگ می‌شد و ابروهایشان کنده یا تراشیده می‌شد و دوباره روی پیشانی کشیده می‌شد (هیکی مایو).
زنان موهای براق و روان و مشکی را پرورش می‌دادند و لباس رسمی زنان درباری شامل یک «لباس دوازده‌لایه» پیچیده به نام «جیهونی‌تو» بود، هرچند تعداد واقعی لایه‌ها متفاوت بود. لباس‌ها بر اساس دفتر و فصل تعیین می‌شدند، به‌ویژه لباس‌های زنانه، با پیروی از سیستمی از ترکیب‌های رنگی که گل‌ها، گیاهان و حیوانات خاص یک فصل یا ماه را نشان می‌دادند.
در این دوره مظهر خوبی زیبایی بود، نه بخشندگی و صداقت. زیبایی برای مردان داشتن ریش کوتاه نوک‌دار بود. زنان صورت خود را با پودر سفید می‌کردند و گونه‌ها را سرخاب می‌زدند. زنان همچنین لب‌ها را ماتیک سرخ می‌زدند، به گونه‌ای که کوچکتر به نظر بیاید و خط ابرو را بالا می‌بردند.

## مذهب و زبان
در این دوران تائوئیسم و آیین بودایی، به ویژه شاخه مهایانه آن، گسترش بیشتری پیدا کرد. هر چند که زبان چینی زبان رسمی دربار بود، اما معرفی سیستم هجانمای کانا که هیراگانا و کاتاکانا از آن ریشه گرفت، سبب پیشرفت روزافزون ادبیات ژاپنی شد.

## اقتصاد
در حالی که دوره هی‌آن یک دوره غیرمعمول طولانی صلح بود، همچنین می‌توان استدلال کرد که این دوره ژاپن را از نظر اقتصادی ضعیف کرد و به فقر برای همه جز تعداد کمی از ساکنان آن منجر شد. کنترل مزارع برنج منبع درآمدی کلیدی برای خاندان‌هایی مانند فوجیوارا و پایه اساسی قدرت آنها بود. ذینفعان اشرافی فرهنگ هی‌آن، «کاست‌های ژاپنی بر پایه ریتسوریو» (良民 «مردم خوب») حدود ۵۰۰۰ نفر در سرزمینی با شاید پنج میلیون نفر بودند. یکی از دلایلی که سامورایی توانستند قدرت را به دست بگیرند این بود که اشراف حاکم در مدیریت ژاپن و استان‌های آن ناتوان بودند. در سال ۱۰۰۰، دولت دیگر نمی‌دانست که چگونه ارز صادر کند و پول به تدریج از بین می‌رفت. به جای یک سیستم کاملاً تحقق یافته گردش پول، برنج واحد اولیه مبادله بود. فقدان یک وسیله محکم مبادله اقتصادی به‌طور ضمنی در رمان‌های آن زمان نشان داده شده است. به عنوان مثال، پیام رسان‌ها به جای پرداخت هزینه پولی، با اشیای مفید مانند ابریشم قدیمی کیمونو پاداش می‌گرفتند.
فرمانروایان فوجیوارا نتوانستند نیروهای پلیس کافی را حفظ کنند و همین امر باعث شد سارقان در طعمه مسافران آزاد باشند. این به‌طور ضمنی در رمان‌ها با ترسی که در سفر شبانه الهام گرفته شده از شخصیت‌های اصلی است، نشان داده شده است. سیستم شوئن امکان انباشت ثروت توسط نخبگان اشرافی را فراهم کرد. مازاد اقتصادی را می‌توان به تحولات فرهنگی دوره هی‌آن و «پیگیری هنر» مرتبط کرد. معابد اصلی بودایی در هی‌آن-کیو و نارا (شهر) نیز از شوئن استفاده کردند. ایجاد شعب در روستاها و ادغام برخی از زیارتگاه‌های شینتو در این شبکه‌های معابد نشان دهنده «پویایی سازمانی» بیشتر است.

## رویدادها
- ۷۸۴: امپراتور کانمو پایتخت را از نارا به ناگائوکا-کیو (کبوتو) انتقال داد.
- ۷۹۴: امپراتور کانمو نام پایتخت را به هی‌آن-کیو (کبوتو) تغییر داد.
- ۸۰۴: راهب بودایی سایچو (نام پس از مرگ، دنگیو دایشی) فرقه تندای را معرفی کرد.
- ۸۰۶: راهب کوکای (نام پس از مرگ، کوبو دایشی) فرقه شینگون (تانتریک) را معرفی کرد.
- ۸۱۹: کوکای صومعهٔ کوه کویا را در بخش شمال شرقی استان واکایاما کنونی بنیان‌گذاری کرد.
- ۸۵۸: امپراتور سیوا حکم خاندان فوجیوارا را آغاز کرد.
- ۸۹۵: سوگاوارا نو میچی‌زانه در مقابل هیئت اعزامی ژاپنی به امپراتوری چین ایستادگی کرد.
- ۹۹۰: سی شوناگون کتاب ماکورا نو سوشی را نوشت.
- ۱۰۰۰–۱۰۰۸: موراساکی شیکیبو داستان گنجی را نوشت.
- ۱۰۵۲: بیودواین (در نزدیکی کیوتو) توسط فوجیوارا نو یوریمیچی ساخته شد.
- ۱۰۶۸: امپراتور گو-سانجو خاندان فوجیوارا را برانداخت.
- ۱۰۸۷: امپراتور شیراکاوا از قدرت کناره‌گیری کرد و تبدیل به یک راهب بودایی شد.
- ۱۱۵۶: تایرا نو کیوموری خاندان میناموتو را شکست می‌دهد و قدرت را به دست می‌گیرد.
- ۱۱۸۰ (ژوئن): پایتخت به فوکوهارا-کیو (کوبه (شهر) انتقال یافت.
- ۱۱۸۰ (نوامبر): پایتخت به هی‌آن-کیو (کیوتو) بازگشت.
- ۱۱۸۵: پس از شکست خاندان تایرا در جنگ گنپی، میناموتو نو یوریتومو با حمایت خاندان هوجو قدرت را به دست می‌آورد، و تبدیل به اولین شوگون ژاپن می‌شود، در حالی که امپراتور ژاپن (یا میکادو) تبدیل به یک امپراتور دست‌نشانده می‌شود.